# Louis Valentin
Louis Valentine (Gap, 10 de septiembre de 1930-Antibes, 3 de mayo de 2010) fue un periodista, novelista y guionista francés. Colaboró en los diarios Paris-Match y Marie-Claire.

## Trabajos realizados
Colaboró con numerosas personalidades, incluyendo a la Princesa Soraya, Line Renaud y Marina Picasso. También es autor de obras como Camino de Provence, en la cual describe la ocupación de Francia, con humor y ternura, desde el punto de vista de un niño.

## Vida pública
Fue responsable de prensa de la comedia musical Hair y, posteriormente, trabajó como guionista de telefilmes y series con la colaboración permanente de Jean-Pierre Richard, tales como: Bonne fête maman, Marie Galante y Alice boit du petit lait. También colaboró en el ensayo Des sourires et des hommes.

## Obras literarias

### Novelas y ensayos
- Chemin de Provence, Simoën, 1977.
- Les fiancés de l'impossible, Encre, 1979.
- Les roses de Dublin, Robert Laffont, 1981.
- 36-15, tapez: sexe, Robert Laffont, 1987.
- Monaco. un Album de famille, Ed. N°1, 1990.
- Les années rutabagas, Olivier Orban, 1993
- Piaf, l'ange noir, Plon, 1993.
- Adam et Ève, Journal Intime, Plon, 1999.

### Colaboraciones
- Réné-Louis Maurice, 5 milliards au bout de l'égout, Simoen, 1977.
- Jean Poggi et Edouard Dullin, Les vaches maigres, Encre, 1979.
- Line Renaud, Les brumes d'où je viens, LGF, 1990.
- Soraya Esfandiary Bakhtiary, Le palais des solitudes, Editions N°1 / Michel Lafon, 1992.[1]
- Soraya Esfandiary Bakhtiary, La princesse d'argile, Robert Laffont, 1995.
- Line Renaud, Maman, Éditions du Rocher, 1997.
- Mano Dayak, Je suis né avec du sable dans les yeux, Fixot, 1998.
- Marina Picasso, Grand-Père, Denöel, 2001.

## Televisión

### Como guionista
- 1987: Bonne fête, maman con Marie-Christine Barrault, Howard Vernon.
- 1990: Marie-Galante, cuatro telefilmes rodados en Brasil y Argentina con Macha Méril y Florence Pernel.
- 1992: Alice boit du petit lait, con Odette Laure y Fiona Gélin.